# Étang de Riou blanc
L'étang de Riou Blanc est un petit lac d'altitude des Pyrénées françaises, situé sur la commune d'Auzat en Ariège, à 2 462 mètres d’altitude.

## Géographie

### Topographie
D'origine glaciaire, il se trouve dans un vallon suspendu qui domine la haute vallée de Vicdessos, sur le flanc sud-est de la Pointe de Roumazet (2 842 m), et au nord du Port de Roumazet (2 571 m) qui donne accès à l’Espagne et la vallée de Vall Ferrera.
À proximité, au sud, se trouve l’étang de Roumazet.
L’étang de Riou Blanc est situé dans le périmètre du parc naturel régional des Pyrénées ariégeoises.

### Hydrographie
L’étang de Riou Blanc est alimenté par le torrent du même nom et envoie ses eaux dans la vallée de Soulcem vers le barrage éponyme.
Les eaux de ce lac sont très ferrugineuses, tout comme les roches et falaises environnantes. De ce fait, il est parfois dénommé l'étang rouge de Riou blanc.

## Voie d’accès et randonnées
Il faut compter environ deux heures et demie de marche pour atteindre l'étang de Riou Blanc, en partant du lieu-dit « les orris du Carla » (1 654 m), terminus de la route D8 dans le fond de la haute vallée de Vicdessos, peu après le barrage de Soulcem. Balisé, le chemin remonte un ruisseau issu du port de Roumazet, sur une pente relativement raide, puis atteint un plateau (2 111 m) accueillant les orris de Roumazet. Le sentier se faufile ensuite en direction de l'ouest sur des pentes herbeuses toujours en suivant le ruisseau. On découvre alors le lac de Roumazet. En poursuivant l'itinéraire du port de Roumazet, on délaisse alors cet itinéraire vers 2 300 m pour longer, vers le nord-ouest, la rive droite de ruisseau de Riou Blanc, qui mène rapidement à l'étang.